# Papringan (Kudus)
Papringan is een bestuurslaag in het regentschap Kudus van de provincie Midden-Java, Indonesië. Papringan telt 5816 inwoners (volkstelling 2010).